# Софія Ткачук
Софія Ткачук (нар. 16 серпня 1999, Рівне) — українська модель, переможниця конкурсу «Міс Україна Всесвіт 2025» та делегатка від України на конкурсі «Міс Всесвіт»-2025, який відбудеться 20 листопада 2025 року в Таїланді.

## Біографія
Софія Ткачук народилася м. Рівне, але у віці чотирьох років разом із сім'єю виїхала за кордон. Здобула ступінь бакалавра за спеціальністю «Фінанси» від EAE Business School (Барселона). Вільно володіє англійською та іспанською мовами.

## Конкурси краси
9 червня 2025 року одержала титул «Міс Україна Всесвіт»-2025. У зв'язку з російською агресією проти України конкурс пройшов у форматі онлайн-голосування серед 31 півфіналісток. За результатами голосування Ткачук увійшла до п'ятірки фіналісток конкурсу. Пізніше здобула перемогу на конкурсі за результатами особистих інтерв'ю та голосування журі. Члени журі відзначили її як «харизматичну, комунікабельну особистість із глибокими знаннями іноземних мов», та відзначили її довід роботи в Управлінні Верховного комісара ООН у справах біженців (UNHCR) та досвід міжкультурної взаємодії — «якостями, що посилюють дипломатичну місію конкурсу».
Після перемоги на «Міс Всесвіт Україна»-2025 Софія Ткачук одержала можливість представляти Україну на міжнародному конкурсі краси «Міс Всесвіт-2025» в Таїланді.